# Língua quíchua Ayacucho
Ayacucho também chamada Chanca ou Chanka (da tribo local Chanka que dominava a area antes da conquista pelos Incas) é um dialeto da língua Quíchua Sul falado na região de Ayacucho do Peru, bem como por imigrantes ayacuchos em Lima. Tem cerca de um milhão de falantes, sendo a mais falada variante do Quíchua depois do Cusco Quíchua. A variante literária do Quíchua Sul é baseada em duas variedades Quíchuas muito próximas. 

## Escrita
Como ocorre com todas as línguas das Américas, o Ayacucho Quechua usa na sua escrita o alfabeto latino ensinado por missionários.
São somente 3 vogais – A, I, U.
Os sons consoantes são 15: Ch, H, K, L, Ll, M, N, Ñ, P, Q, R, S, T, W, Y.

## Fonologia

### Vogais
|         | Anterior | Posterior |
| ------- | -------- | --------- |
| Fechada | i        | u         |
| Aberta  | a        | a         |

Ayacucho Quechua usa somente três vogais: /a/, /i/, and /u/, que são pronunciadas pewlos falantes nativos como [æ], [ɪ],[ʊ] respectivamente. Quando essas vogais estão adjacentes a uvular fricativa, elas são suavizadas (como [æ] em lugar de se produzir como posterior), ficando [ɑ], [ɛ], [ɔ] respectivamente.Para falantes bilíngües, as vogais da língua espanhola [a], [i], [u] também podem ser usadas.

### Consoantes
|             | Labial | Alveolar | Palatal | Velar | Uvular | Glotal |
| Plosiva     | p      | t        |         | k     |        |        |
| Africada    |        |          | ch [tʃ] |       |        |        |
| Fricativa   |        | s        |         |       | q [χ]  | h      |
| Nasal       | m      | n        | ñ [ɲ]   |       |        |        |
| Lateral     |        | l        | ll [ʎ]  |       |        |        |
| Vibrante    |        | r        |         |       |        |        |
| Aproximante | w      |          | y [j]   |       |        |        |

Em negrito vê-se a representação ortográfica. A pronúncia fonética, se diferente, é indicada por símbolos IPA entre colchetes.ols in brackets.

## Amostra de texto
Lliw runakunam nacesqanchikmantapacha libre kanchik, lliw derechonchikpipas iguallataqmi kanchik. Yuyayniyoq kasqanchikraykum hawkalla aylluntin hina kawsayta debenchik llapa runakunawan. 
Português
Todos os seres humanos nascem livres e iguais em dignidade e direitos. São dotados de razão e consciência e devem agir em relação uns aos outros com espírito de fraternidade. (Artigo 1º Declaração Universal dos Direitos Humanos) 

## EmInglês
- Gary Parker, Ayacucho Grammar and Dictionary, Mouton, 1969